# Spruceanthus
Spruceanthus là một chi rêu tản thuộc họ Lejeuneaceae. 

## Danh sách loài
Chi này có các loài sau (tuy nhiên danh sách này có thể chưa đủ):
- Spruceanthus macrostipulus
- Spruceanthus mamillilobulus
- Spruceanthus pluriplicatus
- Spruceanthus polymorphus
- Spruceanthus semirepandus
- Spruceanthus sulcatus
- Spruceanthus thozetianus
- Spruceanthus theobromae, (Spruce) Gradst.